# Gibet du Mont Justicier
Le gibet du Mont Justicier est situé sur le Mont Justicier, à La Turbie, en France.

## Localisation
Le gibet est situé dans le département français des Alpes-Maritimes, sur la commune de La Turbie.

## Historique
Depuis le Moyen Âge, le Mont Justicier aurait été le lieu où on exécutait les condamnés. Les deux piliers des fourches sont représentés sur les cartes du territoire de La Turbie dès le début du XVIIe siècle. La potence était constituée par deux pilastres réunis par une poutre horizontale. L’un de ces fûts subsiste encore, l'autre est réduit à l'état de moignon.
Les fourches du XVIIe siècle au sommet du Mont Justicier, de même que le terrain situé dans un rayon de 20 mètres autour de leurs pieds, ont été classés au titre des monuments historiques le 20 janvier 1944.